# Chiesa dei mechitaristi armeni
La chiesa dei mechitaristi armeni o chiesa armena è un edificio religioso appartenente all'ordine Mechitarista della Chiesa armeno-cattolica e situato a Trieste, in via dei Giustinelli.

## Storia
La congregazione dei Mechitaristi fu fondata dall'abate Mechitar di Sebaste sull'isola di San Lazzaro degli Armeni nella laguna di Venezia.
La prima comunità mechitarista triestina arrivò a Trieste nel XVIII secolo favorita dal porto franco di Trieste, ottenendo poi nel 1775 la cittadinanza asburgica concessa da Maria Teresa d'Austria. Gli armeni acquistarono quindi la Casa Ricci in contrada dei Santi Martiri per farne il proprio cenobio, oltre che seminario con annessa stamperia poliglotta e una piccola cappella denominata chiesa di Santa Lucia degli Armeni.
In epoca napoleonica gli armeni vennero perseguitati e nel 1810 i frati mechitaristi furono cacciati a Vienna ed espropriati di tutti i beni. Nel 1846 gli armeni ottennero l'autorizzazione imperiale per rientrare a Trieste e iniziarono a costruire una chiesa della Congregazione mechitarista di Vienna, come desiderio dell'arcivescovo Iacopo Bosagi e con il contributo del commerciante armeno Gregorio Ananian.
La chiesa venne progettata nel 1859 dall'architetto Giuseppe Bernardi e fu realizzata su un terreno di proprietà della famiglia Giustinelli. I lavori iniziarono nel mese di marzo dello stesso anno, mentre la benedizione venne celebrata il 1º maggio 1859, con la consacrazione alla Madonna delle Grazie. Poco dopo, i mechitaristi aprirono anche un convitto collegiale sul cosiddetto Colle degli Armeni.
Nel novembre 1894 il musicista goriziano Julius Kugy donò alla chiesa il proprio organo, realizzato a Vienna dai fratelli Rieger.
Gli altari della chiesa ospitavano la pala donata da papa Pio IX e raffigurante una Santa Lucia dipinta dal pittore nazareno Federico Overbeck e una pala di san Giovanni Nepomuceno donata dall'arciduca Massimiliano d'Asburgo, entrambe andate disperse.
La chiesa, la scuola e il convitto sono al momento inagibili e chiusi, e in stato di grande abbandono e degrado.